# العلاقات النيجرية الكازاخستانية
العلاقات النيجرية الكازاخستانية هي العلاقات الثنائية التي تجمع بين النيجر وكازاخستان.

## مقارنة بين البلدين
هذه مقارنة عامة ومرجعية للدولتين:
| وجه المقارنة                                              | النيجر          | كازاخستان                      |
| --------------------------------------------------------- | --------------- | ------------------------------ |
| المساحة (كم2)                                             | 1.27 مليون      | 2.72 مليون                     |
| عدد السكان (نسمة)                                         | 21.48 مليون     | 17.95 مليون                    |
| الكثافة السكانية (ن./كم²)                                 | 16.91           | 6.6                            |
| العاصمة                                                   | نيامي           | نور سلطان                      |
| اللغة الرسمية                                             | لغة فرنسية      | اللغة القازاقية، اللغة الروسية |
| العملة                                                    | فرنك غرب أفريقي | تينغ كازاخستاني                |
| الناتج المحلي الإجمالي (بليون دولار)                      | 8.12 مليار      | 159.41 مليار                   |
| الناتج المحلي الإجمالي (تعادل القوة الشرائية) بليون دولار | 19.01 مليار     | 439.39 مليار                   |
| الناتج المحلي الإجمالي الاسمي للفرد دولار أمريكي          | 358             | 10.51 ألف                      |
| الناتج المحلي الإجمالي للفرد دولار أمريكي                 | 938             | 24.23 ألف                      |
| مؤشر التنمية البشرية                                      | 0.348           | 0.788                          |
| رمز المكالمات الدولي                                      | +227            | +7                             |
| رمز الإنترنت                                              | .ne             | .kz، .қаз ‏                     |
| المنطقة الزمنية                                           | ت ع م+01:00     | ت ع م+05:00، ت ع م+06:00       |

## منظمات دولية مشتركة
يشترك البلدان في عضوية مجموعة من المنظمات الدولية، منها:
| علم المنظمة | اسم المنظمة                               | تاريخ انضمام النيجر | تاريخ انضمام كازاخستان |
| ----------- | ----------------------------------------- | ------------------- | ---------------------- |
|             | منظمة التعاون الإسلامي                    | ?                   | ?                      |
|             | الاتحاد البريدي العالمي                   | ?                   | ?                      |
|             | يونسكو                                    | 10 نوفمبر 1960      | 22 مايو 1992           |
|             | البنك الدولي للإنشاء والتعمير             | 24 أبريل 1963       | 23 يوليو 1992          |
|             | وكالة ضمان الاستثمار متعدد الأطراف        | 10 مايو 2012        | 12 أغسطس 1993          |
|             | الاتحاد الدولي للاتصالات                  | 14 نوفمبر 1960      | 23 فبراير 1993         |
|             | منظمة الشرطة الجنائية الدولية             | ?                   | ?                      |
|             | مؤسسة التمويل الدولية                     | 7 يناير 1980        | 30 سبتمبر 1993         |
|             | الأمم المتحدة                             | 20 سبتمبر 1960      | 2 مارس 1992            |
|             | مؤسسة التنمية الدولية                     | 24 أبريل 1963       | 23 يوليو 1992          |
|             | الفريق المعني برصد الأرض                  | ?                   | ?                      |
|             | منظمة حظر الأسلحة الكيميائية              | ?                   | ?                      |
|             | المركز الدولي لتسوية المنازعات الاستشارية | 14 ديسمبر 1966      | 21 أكتوبر 2000         |

## وصلات خارجية
- موقع وزارة الخارجية الكازاخستانية